# Игнатов, Иван Иванович
Иван Иванович Игнатов — русский предприниматель, купец 1-й гильдии, потомственный почетный гражданин (1888).

## Биография
Родился в 1833 году (по другим данным в 1830 или 1835 годах) в городе Белёве Тульской губернии.
В начале 1860-х годов отправился в Сибирь и остановился в Тюмени, много сделав для развития промышленности в этом городе. Обосновавшись в Тюмени, построил себе дом на Водопроводной улице, затем приобрёл дом на улице Новозагородной, 4 (с марта 1889 года).
В числе его вклада в инфраструктуру Тюмени: строительство первого в Сибири водопровода в 1864 году, участие в возведении элеватора и в снабжении Тюмени электричеством (построил первую в Сибири частную электростанцию в 1893 году). Игнатов основал на Мысу (деревня Мысовская) один из первых судостроительных заводов в Тюмени, названного им Жабынским. Организовал акционерное «Товарищество Западно-Сибирского пароходства и торговли» («Товарпар», 1899–1912 годы), пристани которого работали в Тюмени, Омске, Барнауле и Семипалатинске; Игнатову принадлежали также первые пассажирские суда — от буксиров до двухпалубных речных пароходов. Был директором Тюменского общественного банка (1892–1893 годы), членом комитета Тюменского отделения Государственного банка (1897–1898 годы).
Иван Иванович сделал вклад и в издательское дело Тюмени — по его инициативе в 1877 году был издан альбом карт-путеводителей по судоходным рекам Западной Сибири с подробными указаниями параметров фарватера, прибрежных знаков, пристаней, маршрутных расстояний. Спустя год он совместно с преподавателем А. А. Павловым напечатал  книгу очерков «3000 верст по рекам Западной Сибири». В 1911 году издал «Путеводитель по Иртышу». В 1898 году он поручил тюменскому фотографу И. Кадышу отпечатать фотоальбом „Пароходство по рекам Западной Сибири Товарищества «Курбатов и Игнатов»“. В альбом были помещены фотографии владельцев завода, инженеров, мастеров и рабочих, описание заводской продукции от отдельных деталей, приборов, котлов и паровых машин до готовых речных кораблей.
Занимаясь общественной и благотворительной деятельностью, И. И. Игнатов был председателем тюменского Комитета для подаяния помощи переселенцам, гласным Городской думы, а также председателем и членом множества её комиссий. Являлся церковным старостой Покрово-Ильинской церкви. В неурожайные 1891 и 1901 годы продавал бедному населению хлеб, муку и соль по сниженным ценам. Был инициатором открытия мужского и женского народных училищ в деревне Мысовской (1893 год).
После 1905 года Иван Иванович из-за возраста стал отходить от заводских дел. К 1912 году он передаёт производственные и предпринимательские заботы «Товариществу», освободился от обязанностей в городской Думе и уехал в родные края — в Тулу к родственникам.
Скончался в г. Тюмени:  в 8 часов вечера 29 мая 1914 года ("Сибирская торговая газета", г. Тюмень, № 117, 01.06.1914 г., С.1.) или 30 мая 1914 года (согласно Метрической книги Ильинской церкви г. Тюмени; ГАТО. Ф.И-254. Оп.1. Д.140). Отпевание происходило 1 июня в Ильинской церкви г. Тюмени. Погребение состоялось 1 июня на кладбище Тюменского Троицкого монастыря (к настоящему времени кладбище не сохранилось).
Русский и советский писатель Михаил Михайлович Пришвин (1873–1954) был племянником купца Игнатова и во время своей учебы в Александровском реальном училище (1889–1892 годы) жил у дяди.

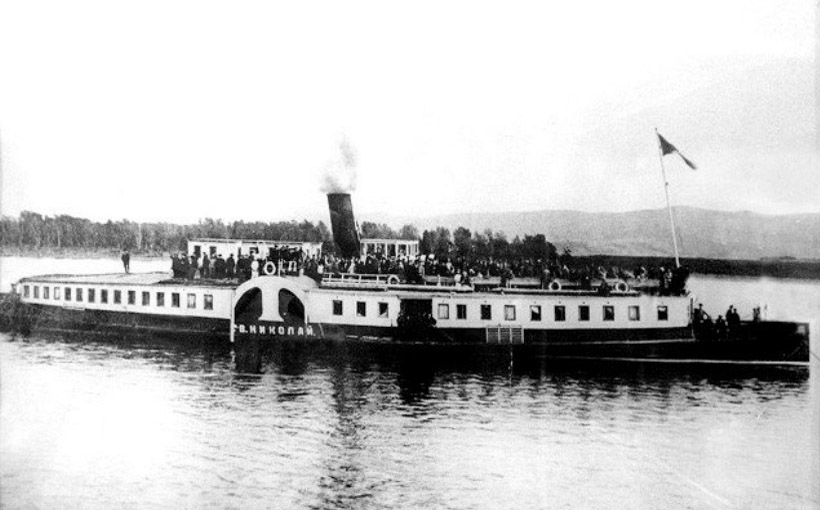
Пароход «Святитель Николай»

Интересно, что в 1887 году на заводе товарищества «Курбатов и Игнатов» по заказу сибирского промышленника А. М. Сибирякова был построен грузопассажирский речной пароход «Святитель Николай». На нем в ссылку в Шушенское был отправлен Ленин, а в 1891 году на судне побывал цесаревич — будущий император Николай II.